# Father of Frankenstein
Father of Frankenstein é um romance de Christopher Bram lançado em 1995, que especula os últimos dias de vida de James Whale e focaliza seu trabalho como cineasta em Frankenstein e The Invisible Man, pioneiro do cinema de terror.
Em 1998, Ian McKellen interpretou Whale na adaptação cinematográfica homônima, dirigida por Bill Condon. A história de Bram também retornou em uma peça teatral de mesmo nome no Southwark Playhouse em fevereiro de 2015.